# Myiopharus meridionalis
Myiopharus meridionalis là một loài ruồi trong họ Tachinidae.